# Pantomima

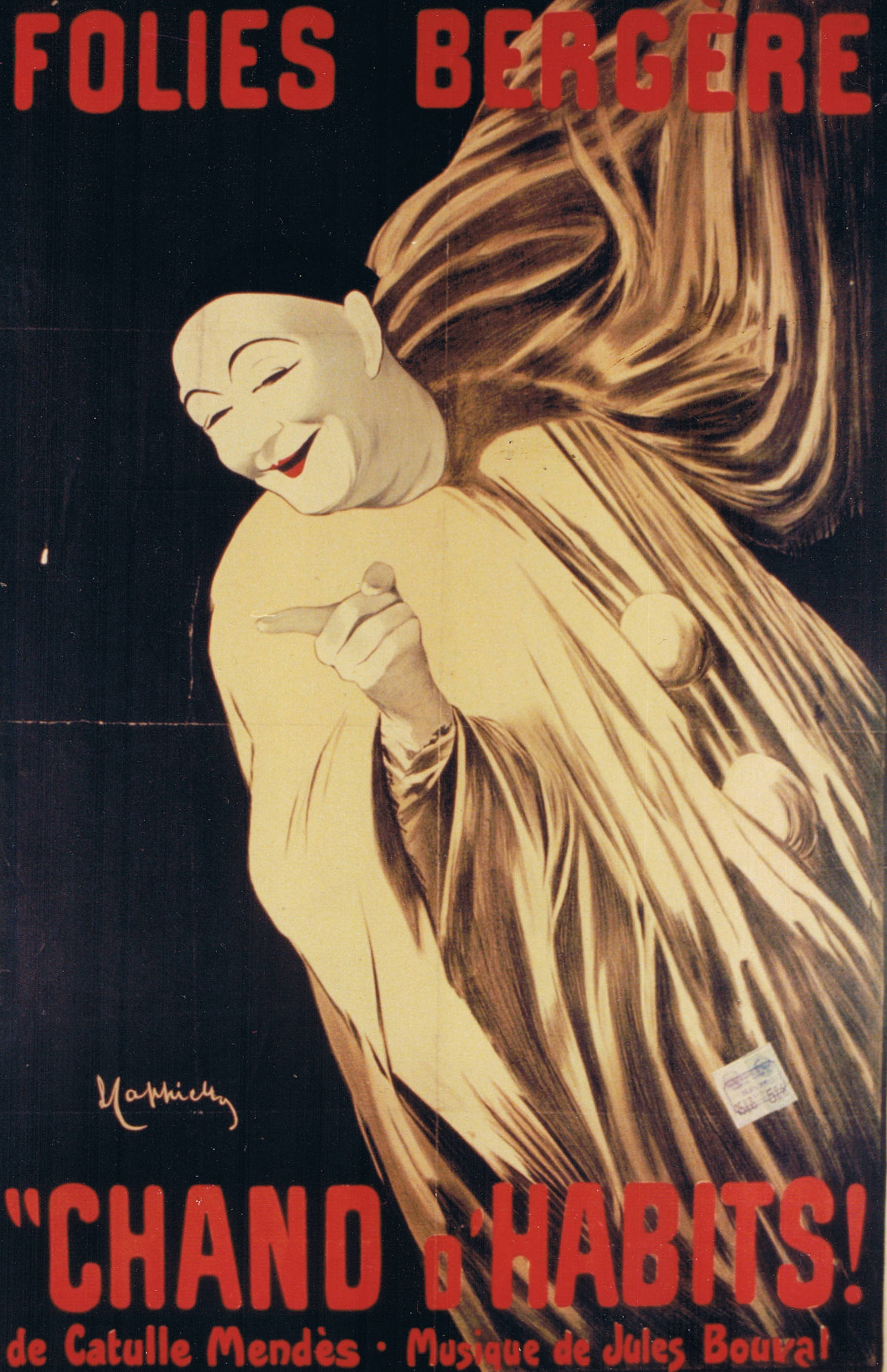
Póster promocional de Happichy of Severin, Chand d'habits! en el Folies Bergère (1896).

La pantomima es un subgénero dramático del mimo y el mimodrama que consiste en representar una historia mediante mímica, sin diálogos ni palabras, apoyando la narración con expresiones, gestos o movimientos corporales. Asimismo da nombre a un subgénero dramático de la comedia musical británica que narra historias tradicionales navideñas y del folklore, en un espectáculo infantil acompañado de música y danzas.

## Etimología
La palabra pantomima proviene del griego (pantomimos), como fusión de "παντω" (panto), y el prefijo "μιμος" (mima), término que en su reunión significa imitador o 'el que todo imita'.

## Mímica dramática

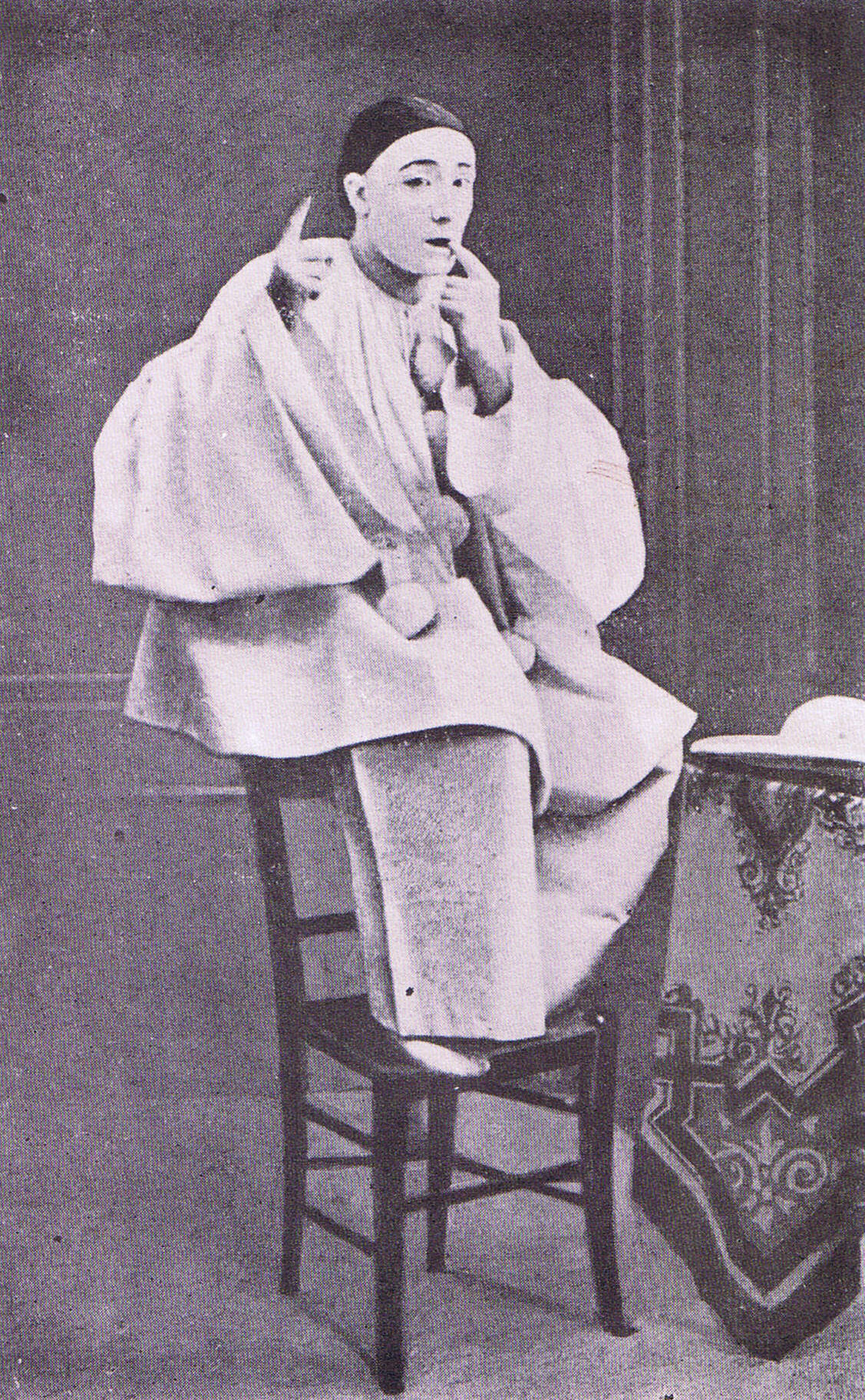
Louis Rouffe como Pierrot (c. 1880).

La mímica dramática, conocida como pantomima en el habla hispana, es una disciplina que aplica el lenguaje de la mímica a la representación dramática, con el objetivo de narrar una historia sin necesidad de la comunicación verbal.

### Historia
La mímica dramática se desarrolló durante el Imperio Griego y el Imperio Romano dentro de la dramaturgia clásica. Formaba parte de los recursos de la representación dramática con máscaras y el respaldo de un coro y músicos, con monólogos y diálogos. Pasó al teatro romano haciéndose muy popular como sátira de hazañas militares y relatos épicos.
Durante la Edad Media algunos juglares conservan parte de esos recursos mímicos en sus narraciones (leyendas del folklore tradicional y baladas épicas). En el siglo XV se populariza el drama Nō en Japón, género teatral que comparte muchas características con la pantomima moderna. La mímica dramática conseguiría su máximo apogeo en la Italia del siglo XVI dentro de la Commedia dell'Arte, donde los actores usaban máscaras llamativas durante la puesta en escena de sus «lazzi» humorísticos y adornados con acrobacias.

### Mímica moderna

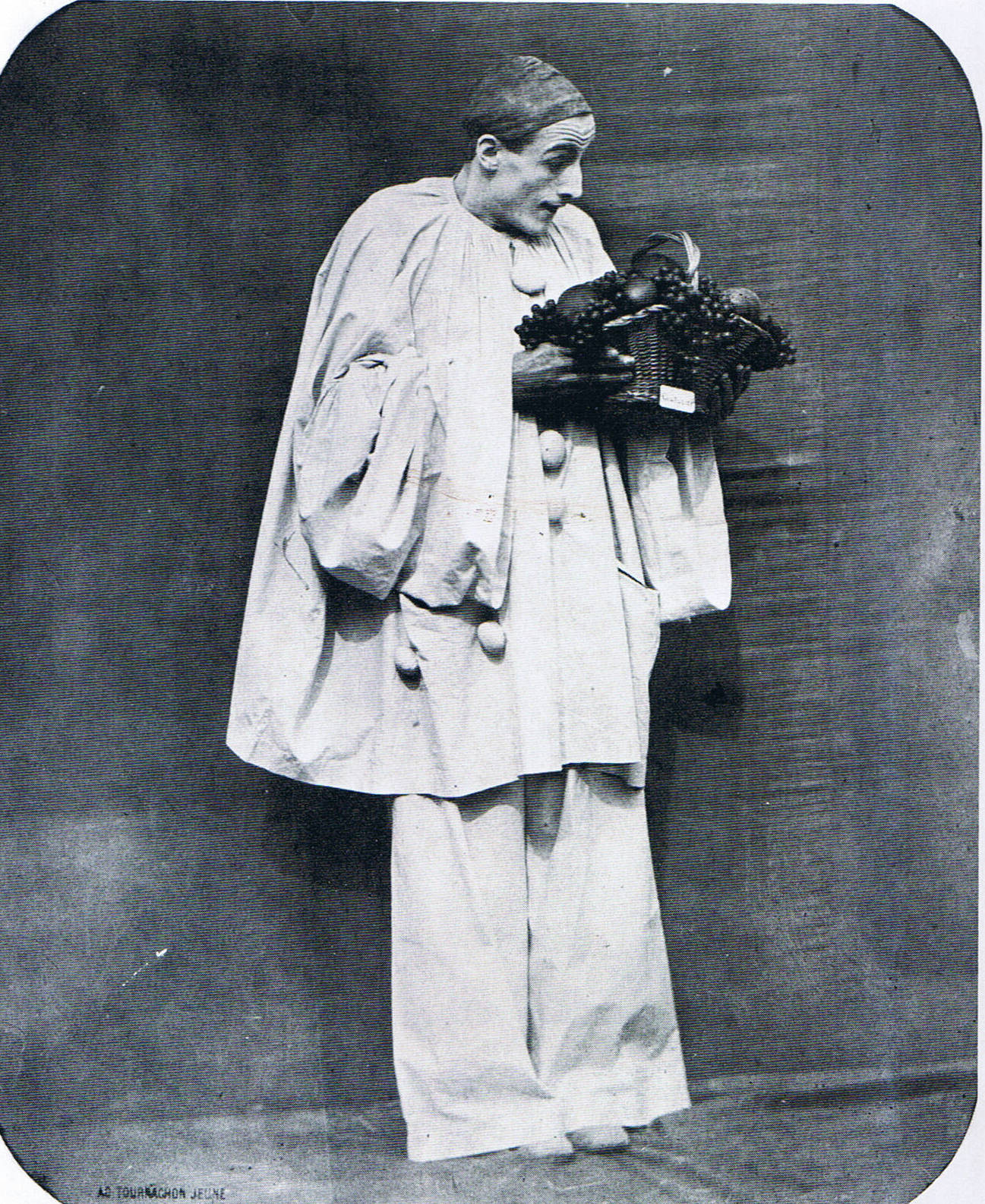
Charles Deburau (hijo de Jean-Gaspard) en el rol de Pierrot, fotografiado por Nadar en 1858. Biblioteca Nacional, París.

En el siglo XX, influenciado por las características estéticas del Nō y la Commedia dell'Arte, Jacques Copeau retoma el concepto de las máscaras como una técnica para la enseñanza de las artes dramáticas. Étienne Decroux, pupilo de Copeau, desarrolla gracias a la influencia de su mentor una nueva técnica teatral denominada mímica corporal.
Algunos teóricos consideran a Jean-Gaspard Deburau precursor en Europa de la pantomima moderna, a través de la figura melodramática de Pierrot y la figura silenciosa de rostro maquillado de blanco.
Debido a la fuerte asociación con la cultura francesa, la práctica del mimo se ha incluido en el Inventario del patrimonio cultural inmaterial en Francia desde 2017.

## Pantomima británica

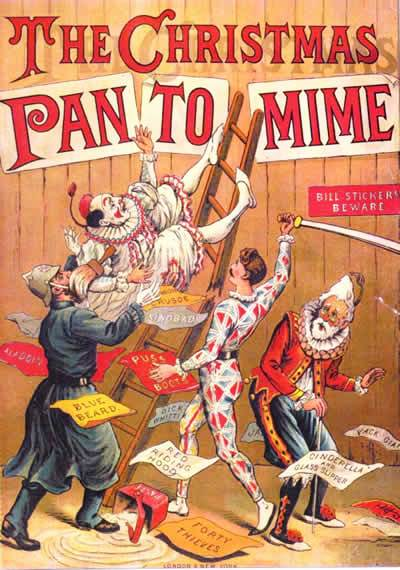
The Christmas Pantomime, Pantomime F. Warne & Co. (1890).

La pantomima británica (en inglés: pantomime) es un subgénero teatral basado en la comedia musical y con una línea dramática y humorística asociadas a la Navidad y el público infantil.
Hunde sus raíces en la Commedia dell'Arte. Más tarde, hacia principio del siglo XVIII, el actor John Rich introdujo una fórmula mímica en los entreactos de las funciones de opera que se conocerá luego como harlequinade, por ser Arlequín su protagonista. Este recurso cómico-dramático llegó a hacerse tan popular que alcanzó categoría de espectáculo único compuesto por episodios humorísticos (o versiones bufas de clásicos como Cenicienta), acompañados de música, representados por personajes extravagantes y con la característica de que los actores encarnasen personajes de sexos opuestos, anticipando en cierta medida el transvestismo y al drag.
A mediados del siglo XIX, la pantomima derivó hacia el público infantil, aun conservando características del burlesque y el vaudeville y adaptándose a las festividades navideñas.

## En la historieta
En algunos países nórdicos, se ha desarrollado un tipo de pantomima dentro del género de la historieta. Las más destacadas de estas series son Som Gör Vad Som Faller Honom In (1902) de Oskar Andersson,  Adamson (1920) de Oscar Jacobsson, Ferd'nand (1937) de Henning Dahl Mikkelsen y Alfredo (1950) de Jørgen Mogensen y Siegfried Cornelius. Como explica el especialista Salvador Vázquez de Parga, es un tipo de «...Cómic humorístico con raíces humanísticas que invita a la reflexión, que se aproxima a menudo al absurdo y que huye de los primeros planos como para destacar la monotonía de la vida cotidiana quebrada sólo por minúsculos accidentes, por las contradicciones y por las pequeñas rebeliones de la mente humana.»